# Staf Bruggen
Gustaaf (Staf) Bruggen (Schaarbeek, 16 februari 1893 - Gent, 17 mei 1964) was een toneelspeler en theaterregisseur in Vlaanderen.

## Levensloop
Staf Bruggen volgde een opleiding declamatie aan het Koninklijk Conservatorium Antwerpen. Hij was toen ook al actief al acteur in amateurkringen, waaronder Pro Westlandia. Op 16-jarige leeftijd voegde hij zich toe aan het Belgisch leger en komt na zijn studies ook terecht bij het Kristen Vlaams Toneel om zijn carrière als acteur te beginnen. Bij het uitbreken van de Eerste Wereldoorlog wordt hij tijdens de Slag aan de IJzer in 1914 krijgsgevangen genomen en naar het kamp van Göttingen gestuurd. Hier start hij het zogenaamde Krijgsgevangentoneel samen met onder andere Jozef Goossenaerts. Naar verluidt hebben ze toen minstens 22 producties gerealiseerd.
Na het einde van WO I krijgt hij de leiding van het Vossentoneel, opgestart door VOS - Vlaamse Vredesvereniging. Door een samenwerking met het Fronttoneel van Jan Oscar De Gruyter ontstaat in 1920 het Vlaamsche Volkstooneel (VVT). Het doel van deze groep was niet alleen om theater te verspreiden, maar ook een Vlaams bewustzijn te creëren. Tijdens zijn werk aan het VVT ontmoet hij actrice Tilly van Speybrouck, die hij in 1921 huwt. Samen krijgen ze in 1922 een zoon, genaamd Herman Bruggen.
In 1930 richt Bruggen het Nieuw Volkstoneel of Nationaal Vlaams Toneel op, nadat het Vlaamsche Volkstoneel door conflict tot een einde wordt gebracht. Staf Bruggen treedt bij deze nieuwe groep op als regisseur, maar ook dit blijft niet lang duren met een faillissement op 1 juni 1934.

## KNS
In 1940 krijgt Bruggen de opportuniteit aan het hoofd van de Koninklijke Nederlandse Schouwburg (KNS) van Gent te staan. Hij brengt hier als directeur in zijn eerste seizoen 96 gewone uitvoeringen en 15 schoolvoorstellingen voor in totaal meer dan 45.000 bezoekers. Al leidt hij dit met veel succes, krijgt hij in 1944 het bevel van de stad Gent ontslag te nemen na verdenking van inmenging met de Duitse Zwarthemden Schutzstaffel tijdens de Tweede Wereldoorlog. Ter ere van Staf Bruggen kwam op 12 juni 1972 Minister Frans Van Mechelen in de Koninklijke Nederlandse Schouwburg een borstbeeld van Bruggen onthullen, gemaakt door Jeanne De Dijn.

## Laatste jaren
Na zijn ontslag bij het KNS, treedt Bruggen vooral op als regisseur bij amateurtoneel. Hiervoor krijgt hij tijdens zijn 70ste verjaardag van de Minister van Cultuur in 1963 een erkentelijkheidsmedaille van de Belgische regering. Na zijn overlijden wordt hij op 18 mei 1964 begraven op het Campo Santo in Sint-Amandsberg. In 1983 kwam er een gedenkplaat aan het huis gelegen in de Vaderlandstraat 144 waar Staf Bruggen en zijn vrouw en actrice Tilly van Speybrouck gewoond hebben. Op de plaat staat de leuze van zijn eerste seizoen in de KNS : “Geen rijker kroon dan eigen schoon”.